# Hormurus longimanus
Espèce
Synonymes
- Liocheles longimanus Locket, 1995
- Liocheles extensus Locket, 1997

Hormurus longimanus est une espèce de scorpions de la famille des Hormuridae.

## Distribution
Cette espèce est endémique du Territoire du Nord en Australie. Elle se rencontre vers Oenpelli, dans le parc national de Kakadu et vers le mont Gilruth.

## Description
Le mâle holotype mesure 36,9 mm et le mâle paratype 38,0 mm.
Les mâles mesurent de 36 à 44 mm et les femelles de 36 à 48 mm.

## Systématique et taxinomie
Cette espèce a été décrite sous le protonyme Liocheles longimanus par Locket en 1995. Elle est renommée Liocheles extensus par Locket en 1997 car Liocheles longimanus est préoccupé par Liocheles longimanus Werner, 1939. Elle est placée dans le genre Hormurus par Monod, Harvey et Prendini en 2013, elle y retrouve son nom d'origine et voit placé son nom de replacement en synonymie.

## Publication originale
- Locket, 1995 : A new ischnurid scorpion from the Northern Territory, Australia. Records of the Western Australian Museum, Supplement, vol. 52, p. 191-198 (texte intégral).